# Krunoslav Jurčić
Krunoslav Jurčić (Ljubuški, 26 november 1969) is een Bosnisch-Kroatisch voetbaltrainer en voormalig voetballer.

## Carrière

### Clubvoetbal
Hij begon zijn professionele carrière bij Dinamo Zagreb in 1988, voordat hij verhuisde naar Inter Zaprešić in 1991 en NK Istra in 1993. In 1995 vertrok hij naar België om bij KSK Beveren te gaan spelen, door de degradatie van KSK Beveren keerde hij na één seizoen terug naar Kroatië bij Dinamo Zagreb. Hij speelde drie seizoenen bij Dinamo Zagreb waarmee hij in het seizoen 1998/99 de groepsfase van de UEFA Champions League bereikte. Hierna vertrok hij voor drie seizoenen naar Italië om eerst bij Torino FC en nadien bij UC Sampdoria te gaan spelen. Hij dwong in het seizoen 2000/01 met Torino promotie af naar de Serie A. In 2002 keerde hij terug naar Kroatië bij Slaven Belupo waar hij zijn carrière beëindigde in 2004.

### Nationaal team
Hij speelde 21 wedstrijden voor de Kroatische nationale ploeg en speelde ook drie volledige wedstrijden mee op het Wereldkampioenschap voetbal 1998 in Frankrijk, waar Kroatië de bronzen medaille won. Jurčić kon ook uitkomen voor het voetbalelftal van Bosnië en Herzegovina, vanwege zijn Bosnische wortels.

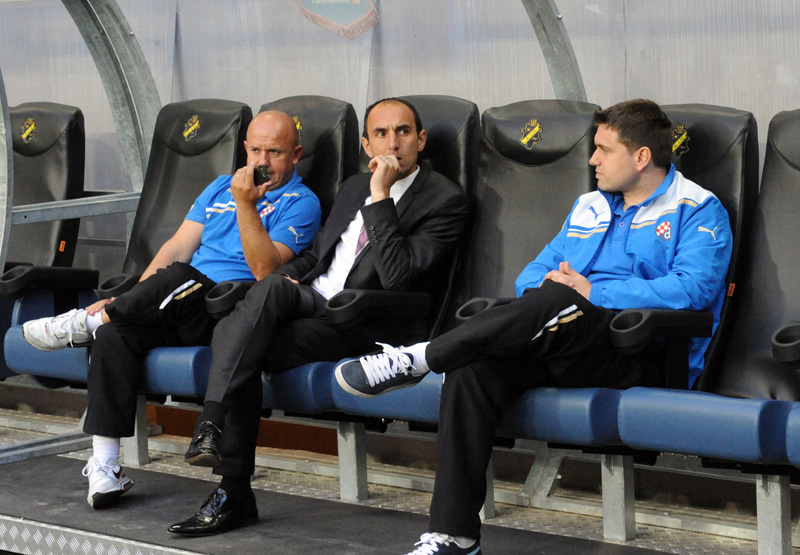
Jurčić (midden) op 13 mei 2013 in het Friends Arena te Solna tijdens de vriendschappelijke wedstrijd voor Ivan Turina met twee stafleden, waar GNK Dinamo Zagreb met 1-0 won van AIK Fotboll.

### Trainer
Hij begon zijn trainersloopbaan in de Kroatische Eerste Liga bij NK Istra in het seizoen 2005/2006, voordat hij als coach aan de slag ging bij Slaven Belupo, hij verliet de club in 2008. Op 5 maart 2009 tekende hij bij regerend kampioen en zijn voormalige Kroatische club Dinamo Zagreb. Met Dinamo won hij zijn eerste titels door het winnen van het Kroatisch kampioenschap in 2008-09 en 2009-10, eveneens won hij in 2009 de Kroatische Cup. Op 19 mei 2010 stopte Krunoslav Jurcic als coach van Dinamo Zagreb.
In 2011 keerde hij terug naar Dinamo nadat Vahid Halilhodžić er ontslagen was en bleef tot december van hetzelfde jaar, hij werd ontslagen na de laatste groepsmatch van Zagreb in de UEFA Champions League tegen Lyon.
Op 4 juni 2012 werd bekendgemaakt dat Jurčić samen met onder andere Alen Bokšić het assistententeam van Kroatische bondscoach Igor Štimac zou vormen. Na het vertrek van trainer Ante Čačić bij GNK Dinamo Zagreb werd Jurčić op 26 november voor de derde keer, aangesteld als de nieuwe hoofdtrainer van GNK Dinamo Zagreb. Hiermee eindigde zijn avontuur als assistent-trainer van het Kroatische voetbalelftal. Nadat de Modri verloren met 2-0 van FK Austria Wien werd Jurčić ontslagen als hoofdtrainer van GNK Dinamo Zagreb.
Twee jaar na zijn ontslag bij GNK Dinamo Zagreb vond Jurčić een nieuwe baan in buurland Slovenië. In augustus 2015 ging de Kroaat aan de slag als hoofdtrainer bij NK Maribor. Na de nederlaag tegen NK Celje werd Jurčić ontslagen als trainer van NK Maribor in maart 2016.

## Erelijst

### Speler
Inter Zaprešić
- Kroatische voetbalbeker: 1992

Dinamo Zagreb
- Kroatisch Kampioenschap: 1996–97, 1997–98, 1998–09, 1999–2000
- Kroatische voetbalbeker: 1997, 1998

### Trainer
Dinamo Zagreb
- Kroatisch Kampioenschap: 2008–09, 2009–10
- Kroatische voetbalbeker: 2008–09